# Ann Roth
Ann Roth (Hanover, Pennsilvània, 30 d'octubre de 1931) és una dissenyadora de vestuari estatunidenca de teatre i cinema, guanyadora de dos premis Oscar.

## Carrera artística
Es graduà a la Universitat Carnegie Mellon de Pittsburgh. Inicià la seva carrera com a decoradora a l'Opera de Pittsburgh, però la dissenyadora Irene Sharaff la va convèncer per esdevenir la seva assistent en la preparació del vestuari de la pel·lícula Brigadoon (1954) així com en diverses produccions de teatre.

## Premis

### Premis Oscar
| Any  | Categoria       | Pel·lícula               | Resultat  | Ref.              |
| ---- | --------------- | ------------------------ | --------- | ----------------- |
| 1984 | Millor vestuari | En un racó del cor       | Nominat   | [ 1 ]             |
| 1966 | Millor vestuari | El pacient anglès        | Guanyador | [ 2 ] [ 3 ]       |
| 1999 | Millor vestuari | L'enginyós senyor Ripley | Nominat   | [ 4 ]             |
| 2002 | Millor vestuari | Les hores                | Nominat   | [ 5 ]             |
| 2020 | Millor vestuari | Ma Rainey's Black Bottom | Guanyador | [ 6 ] [ 7 ] [ 8 ] |

### Premi BAFTA
| Any  | Categoria       | Pel·lícula               | Resultat  | Ref.   |
| ---- | --------------- | ------------------------ | --------- | ------ |
| 1975 | Millor vestuari | El dia de la llagosta    | Guanyador | [ 9 ]  |
| 1996 | Millor vestuari | El pacient anglès        | Nominat   | [ 9 ]  |
| 2003 | Millor vestuari | Cold Mountain            | Nominat   | [ 9 ]  |
| 2020 | Millor vestuari | Ma Rainey's Black Bottom | Guanyador | [ 10 ] |

### Premis Emmy
| Any  | Categoria                     | Pel·lícula                           | Resultat | Ref.  |
| ---- | ----------------------------- | ------------------------------------ | -------- | ----- |
| 1986 | Millor vestuari - Mini sèries | American Playhouse - Roanoak: Part 1 | Nominat  | [ 9 ] |
| 2004 | Millor vestuari - Mini sèries | Angels in America                    | Nominat  | [ 9 ] |
| 2011 | Millor vestuari - Mini sèries | Mildred Pierce                       | Nominat  | [ 9 ] |

### Premis Tony
| Any  | Categoria                     | Pel·lícula                                                                           | Resultat  | Ref.   |  |
| 1976 | Millor vestuari               | The Royal Family                                                                     | Nominat   |        |  |
| 1979 | Millor vestuari               | The Crucifer of Blood                                                                | Nominat   |        |  |
| 1986 | Millor vestuari               | The House of Blue Leaves                                                             | Nominat   |        |  |
| 2011 | Millor vesutari en un musical | The Book of Mormon                                                                   | Nominat   |        |  |
| 2013 | Millor vesutari en una obra   | The Nance                                                                            | Guanyador | [ 11 ] |  |
| 2016 | Millor vesutari en un musical | Shuffle Along, or, the Making of the Musical Sensation of 1921 and All That Followed | Nominat   |        |  |
| 2018 | Millor vesutari en un musical | Carousel                                                                             | Nominat   |        |  |
| 2018 | Millor vesutari en una obra   | Three Tall Women                                                                     | Nominat   |        |  |
| 2018 | Millor vesutari en una obra   | The Iceman Cometh                                                                    | Nominat   |        |  |
| 2019 | Millor vesutari en una obra   | To Kill a Mockingbird                                                                | Nominat   |        |  |
| 2019 | Millor vesutari en una obra   | Gary: A Sequel to Titus Andronicus                                                   | Nominat   |        |  |